# Club Deportivo Guadalajara 2016-2017

## Rosa 2016-2017
| N. |                    | Ruolo | Calciatore             |
| -- | ------------------ | ----- | ---------------------- |
| 2  | Messico (bandiera) | D     | Oswaldo Alanís         |
| 3  | Messico (bandiera) | C     | Carlos Salcido         |
| 4  | Messico (bandiera) | D     | Jair Pereira           |
| 5  | Messico (bandiera) | D     | Hedgardo Marín         |
| 6  | Messico (bandiera) | D     | Edwin Hernández        |
| 7  | Messico (bandiera) | C     | Orbelín Pineda         |
| 9  | Messico (bandiera) | A     | Alan Pulido (capitano) |
| 10 | Messico (bandiera) | A     | Javier López           |
| 11 | Messico (bandiera) | C     | Isaác Brizuela         |
| 14 | Messico (bandiera) | A     | Ángel Zaldívar         |
| 16 | Messico (bandiera) | D     | Miguel Ponce           |
| 17 | Messico (bandiera) | D     | Jesús Sánchez          |

| N. |                    | Ruolo | Calciatore         |
| -- | ------------------ | ----- | ------------------ |
| 18 | Messico (bandiera) | C     | Giovani Hernández  |
| 19 | Messico (bandiera) | A     | Guillermo Martínez |
| 20 | Messico (bandiera) | C     | Rodolfo Pizarro    |
| 21 | Messico (bandiera) | C     | Carlos Fierro      |
| 23 | Messico (bandiera) | A     | José Vázquez       |
| 24 | Messico (bandiera) | C     | Carlos Cisneros    |
| 25 | Messico (bandiera) | C     | Michael Pérez      |
| 28 | Messico (bandiera) | D     | Juan Basulto       |
| 29 | Messico (bandiera) | C     | Alejandro Zendejas |
| 30 | Messico (bandiera) | P     | Rodolfo Cota       |
| 34 | Messico (bandiera) | P     | Miguel Jiménez     |